# Pescatoria russeliana
Pescatoria russeliana är en orkidéart som beskrevs av Heinrich Gustav Reichenbach. Pescatoria russeliana ingår i släktet Pescatoria och familjen orkidéer.
Artens utbredningsområde är Colombia. Inga underarter finns listade i Catalogue of Life.